# Skalna Brama (Góry Złote)

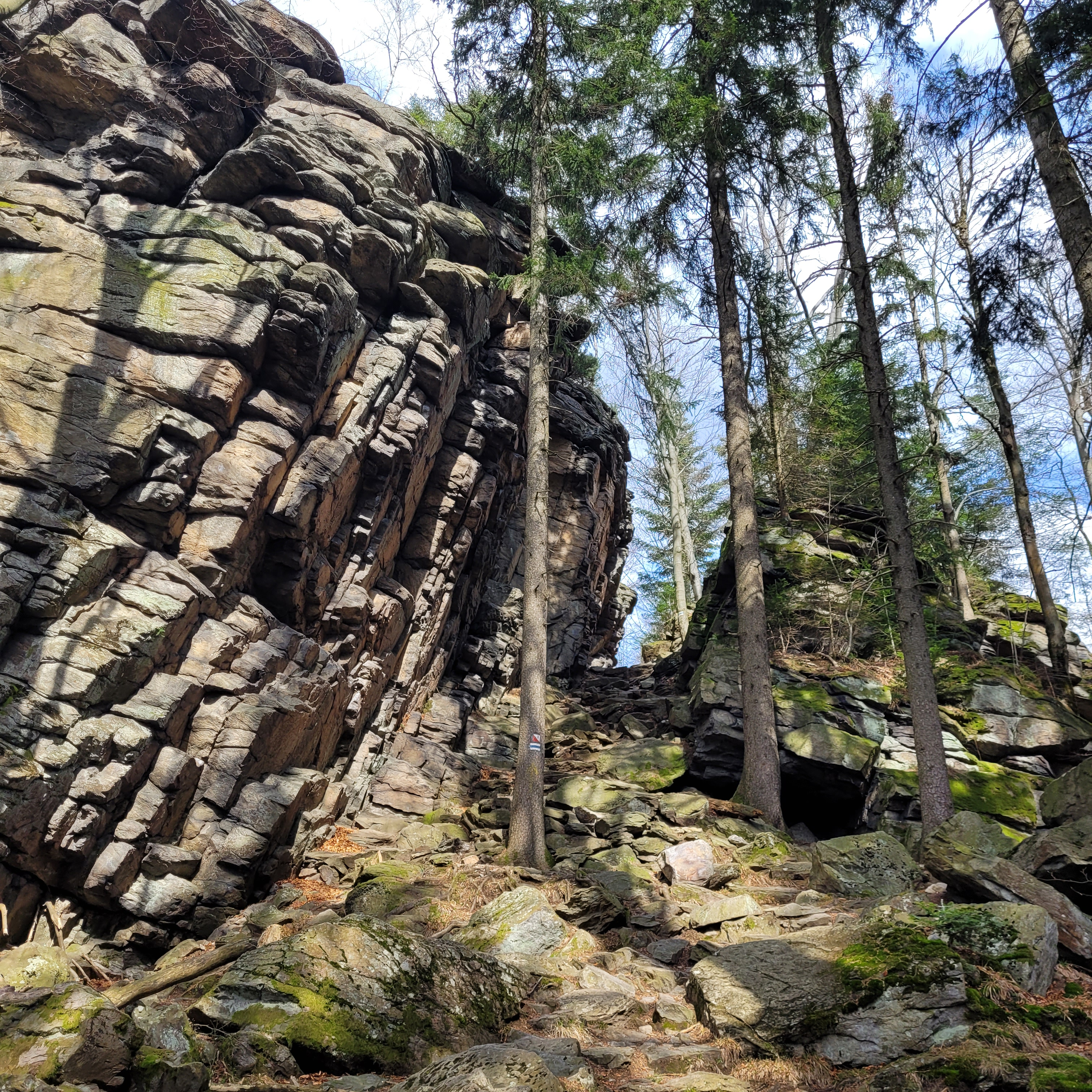
Widok od południa na korytarz skalny między skałkami Skalnej Bramy

Skalna Brama (Skalne Wrota) – dwie izolowane skałki gnejsowe na szczycie Trojaka w Górach Złotych, położone około 225 m na południowy wschód od jego wierzchołka. Ich wysokość sięga 15 m, a najwyższy punkt wznosi się na wysokość 742 m n.p.m. Większa skałka wschodnia, zwana również Skałnym Orłem, ma rozmiary 60 m na 20 m, mniejsza, zachodnia - 35 m na 20 m. Między nimi wytworzył się korytarz skalny o szerokości 3 m w najwęższej części.
Skalna Brama posiada znaczące walory dydaktyczne, dzięki którym można zapoznać się z budową geologiczną kompleksu gnejsowego krystalinika lądecko-śnieżnickiego oraz z formami wietrzenia gnejsu gierałtowskiego.
Przez Skalną Bramę przebiega  szlak niebieski (fragment europejskiego długodystansowego szlaku pieszego E3) z Lądka-Zdroju przez Trojak do Starego Gierałtowa oraz uzdrowiskowa  czerwona trasa wędrówkowa z Lądka-Zdroju na szczyt Karpiak z ruinami zamku Karpień.

## Galeria

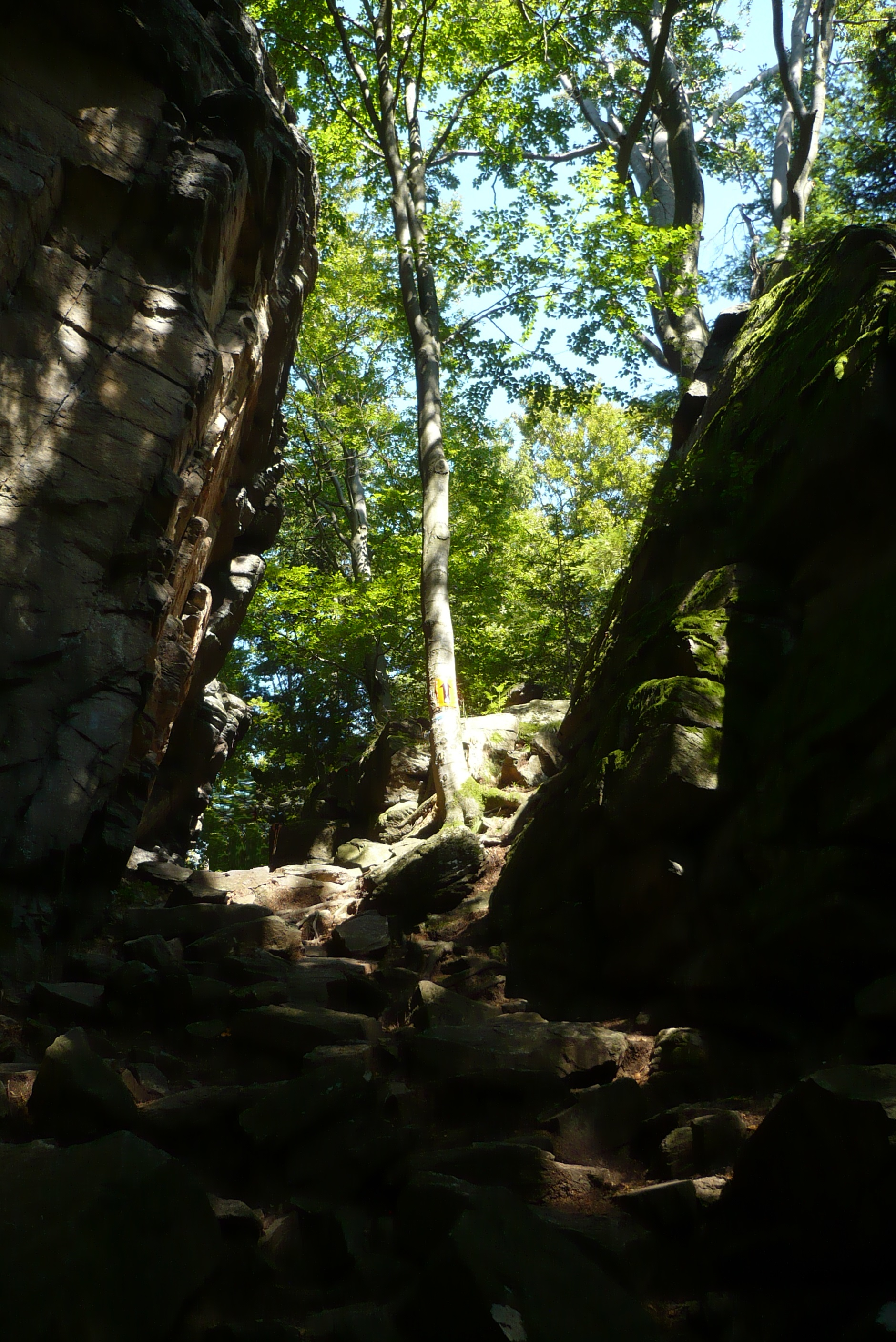
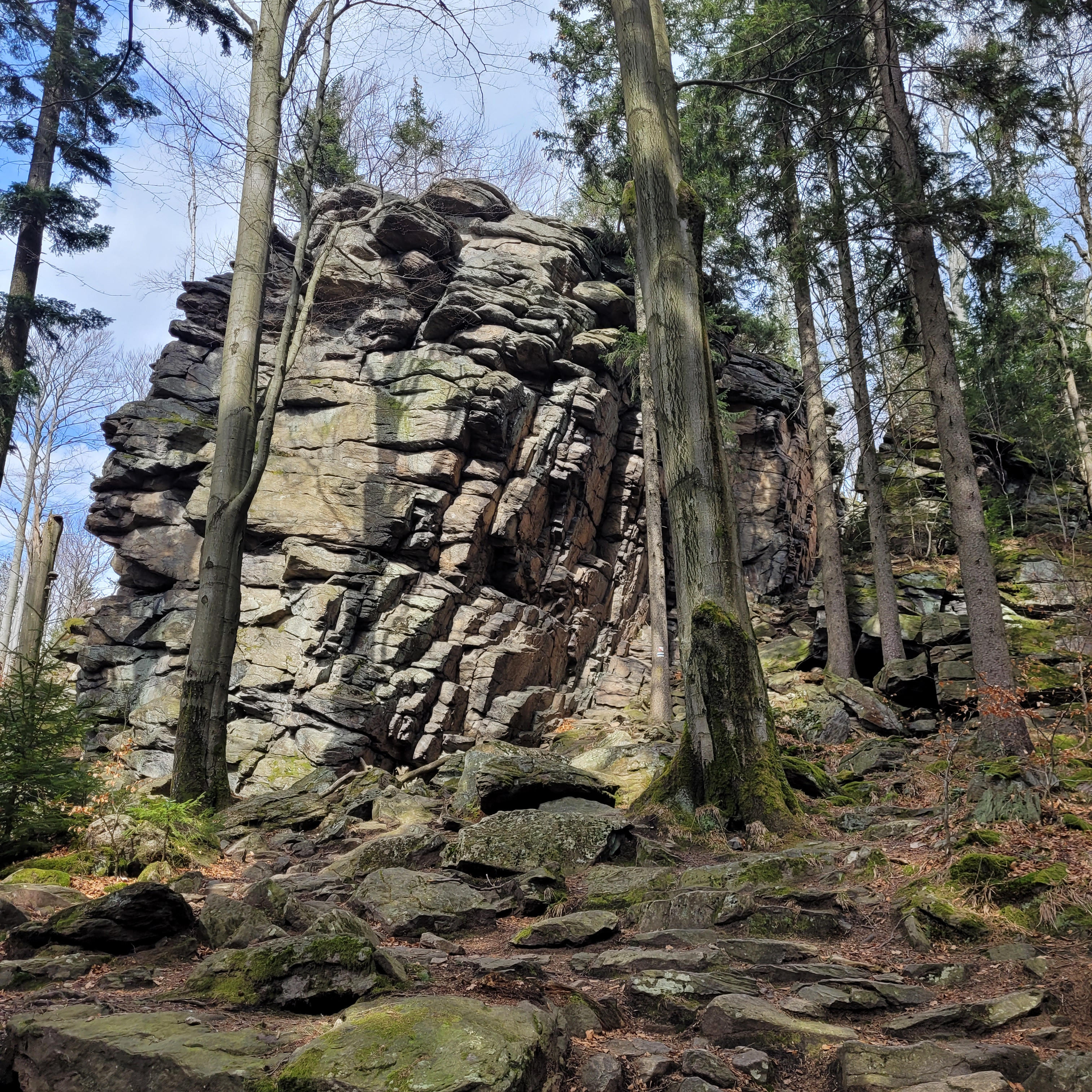
Widok na Skalnego Orła
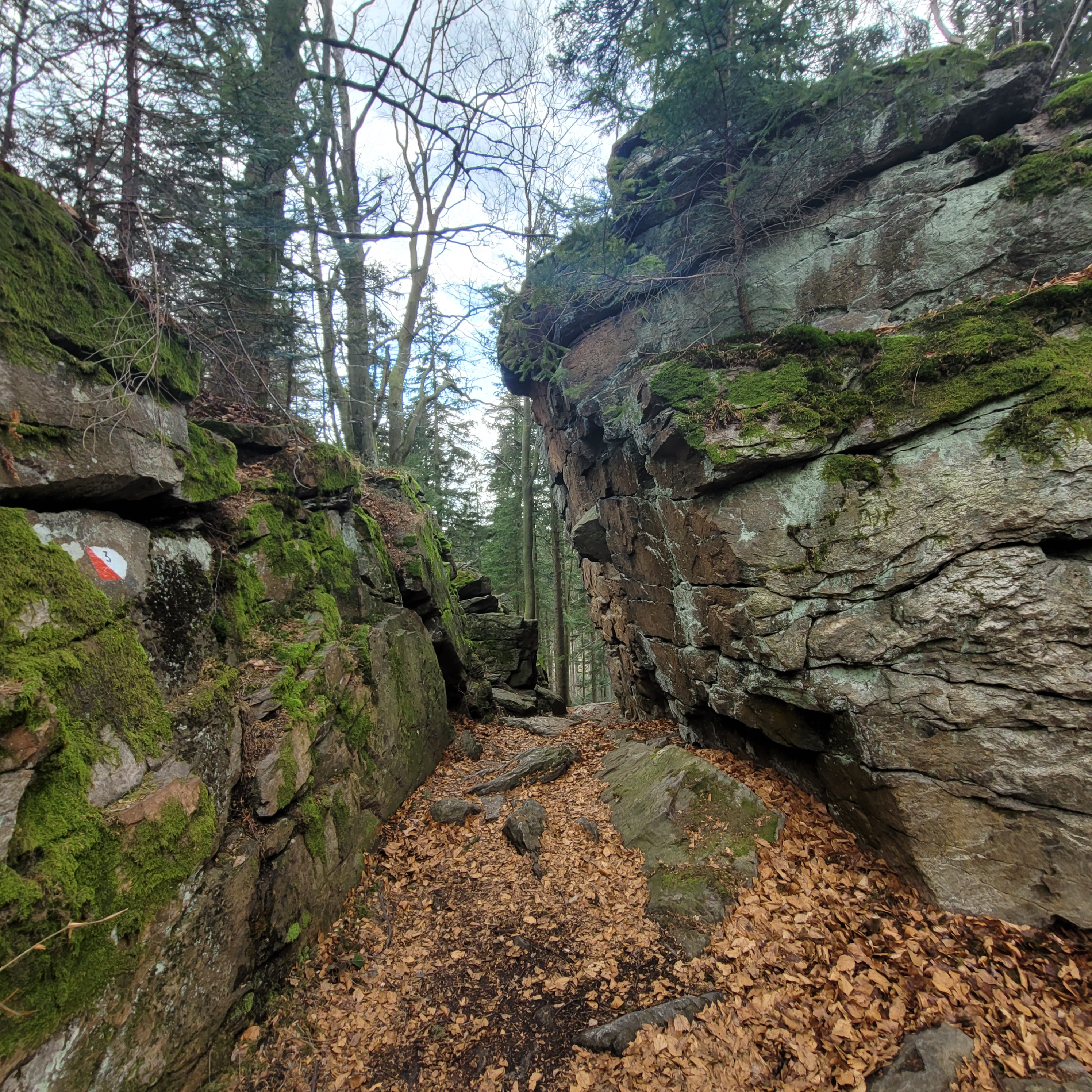
Widok od północy
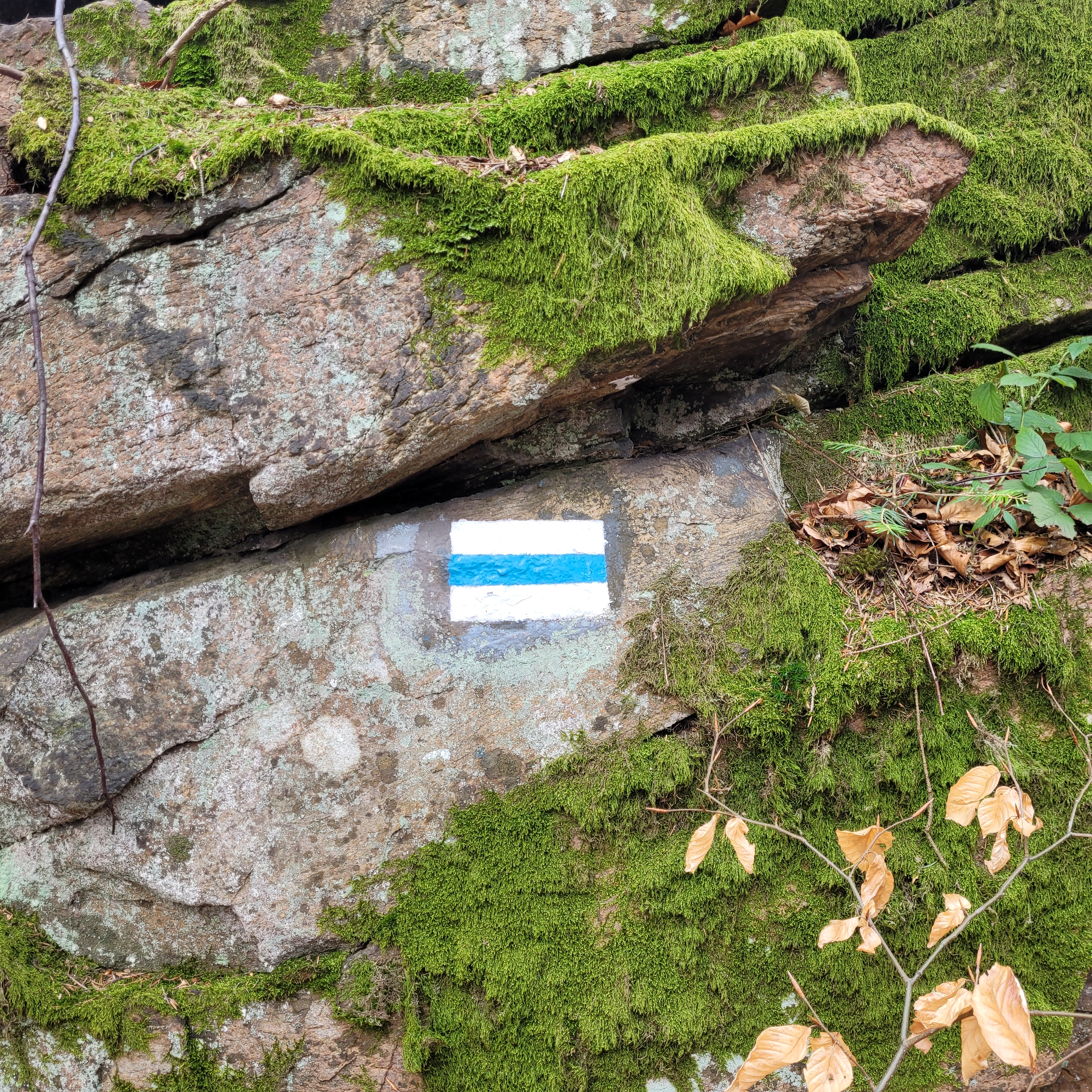
Niebieski szlak
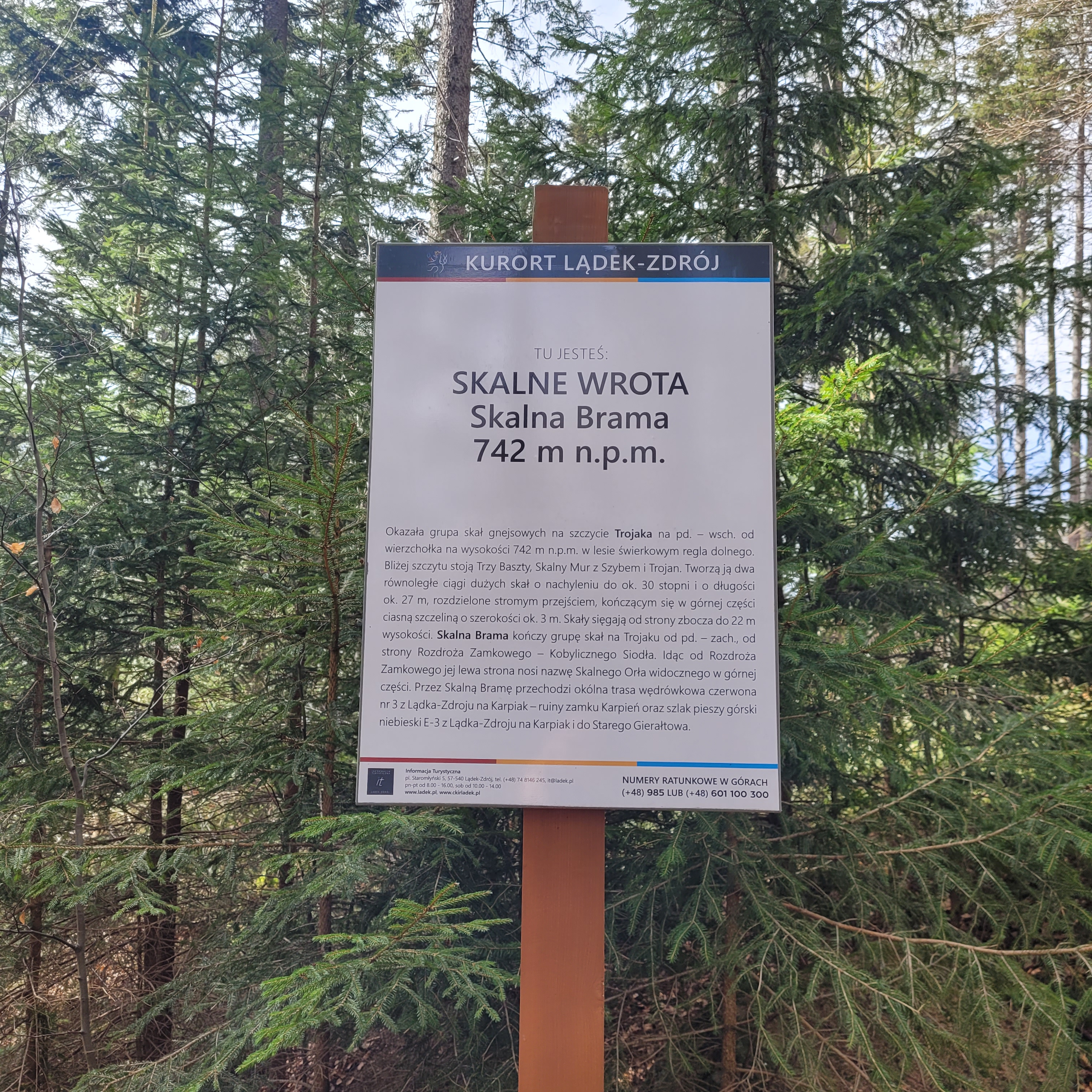
Tablica informacyjna